# نورمن اسمیت
نورمن اسمیت (به انگلیسی: Norman Smith) (زاده ۲۲ فوریه ۱۹۲۳ – ۳ مارس ۲۰۰۸) یک مهندس صوت و موسیقیدان اهل انگلیس بود. وی بعد از یک دوره فعالیت ناموفق به‌عنوان یک موسیقی‌دان جاز، به‌عنوان مهندس صوت به ای‌ام‌آی رکوردز پیوست. وی سابقهٔ همکاری با گروه‌هایی مانند بیتلز، پینک فلوید را نیز در کارنامه خود دارد.